# Estafa de criptomoneda de El juego del calamar de 2021
La estafa de criptomoneda de El Juego del Calamar de 2021 fue un evento fraudulento significativo que tuvo lugar en el mundo de las criptomonedas. Inspirada por la serie popular surcoreana de Netflix El juego del calamar, esta criptomoneda, conocida como Squid Coin, prometió una oportunidad de jugar y ganar a inversionistas. Sin embargo, ésta se desmoronó rápidamente, dejando a los inversores con un fraude de millones de dólares.

## Trasfondo
En noviembre de 2021 Squid Coin ganó popularidad abruptamente, con su valoración habiéndose disparado a 2,861 dólares por moneda. Comercializada como una "criptomoneda de jugar para ganar", obtuvo una atención inmensa y presenció un ascenso estratosférico en su precio, aumentando en miles de puntos porcentuales.
Los creadores de Squid Coin la presentaron como una oportunidad revolucionaria para que los inversores participaran en un próximo juego en línea inspirado en la serie de Netflix, en el que los participantes competirían en juegos infantiles mortales por dinero.
Las mecánicas del fraude involucraron el incitar a inversionistas con la promesa de ganar premios comprando tokens de Squid Coin. Los inversores fueron llevados a creer que estos tokens podrían ser usados para participar en la próxima plataforma en línea de El juego del calamar, donde podrían ganar más tokens jugando. Estos tokens serían supuestamente intercambiables por otras criptomonedas o por monedas nacionales, alimentando aún más el entusiasmo en torno a Squid Coin.
Sin embargo, conforme el valor de Squid Coin se disparó comenzaron a surgir algunas preocupaciones. Inversores que habían comprado la criptomoneda pronto descubrieron que no podían vender sus tokens. Esta falta de capacidad de revender generó dudas significativas acerca de la legitimidad del proyecto, y comenzó a levantar alertas entre expertos y entusiastas de las criptomonedas.
Posteriormente, el valor de Squid Coin colapsó a cero, dejando a los inversores con tokens sin valor. Se hizo evidente que los desarrolladores de Squid Coin cobraron rápidamente sus tenencias, drenando la liquidez del exchange.
Luego de que el fraude fuera desenmascarado, los inversores se quedaron con pérdidas sustanciales, mientras que los desarrolladores de Squid Coin desaparecieron del ojo público, llevándose un estimado de 3.38 millones de dólares. El sitio web del proyecto, que anteriormente estaba activo, desapareció junto con sus cuentas de redes sociales, habiendo borrado cualquier trazo de su existencia.

## Advertencias y desaparición
La ausencia de una opción para revender la moneda fue un vacío significativo que indicó problemas. Además, el sitio web contenía numerosos errores, y las redes sociales asociadas con el proyecto desaparecieron.